# 1910 Fruitgum Company

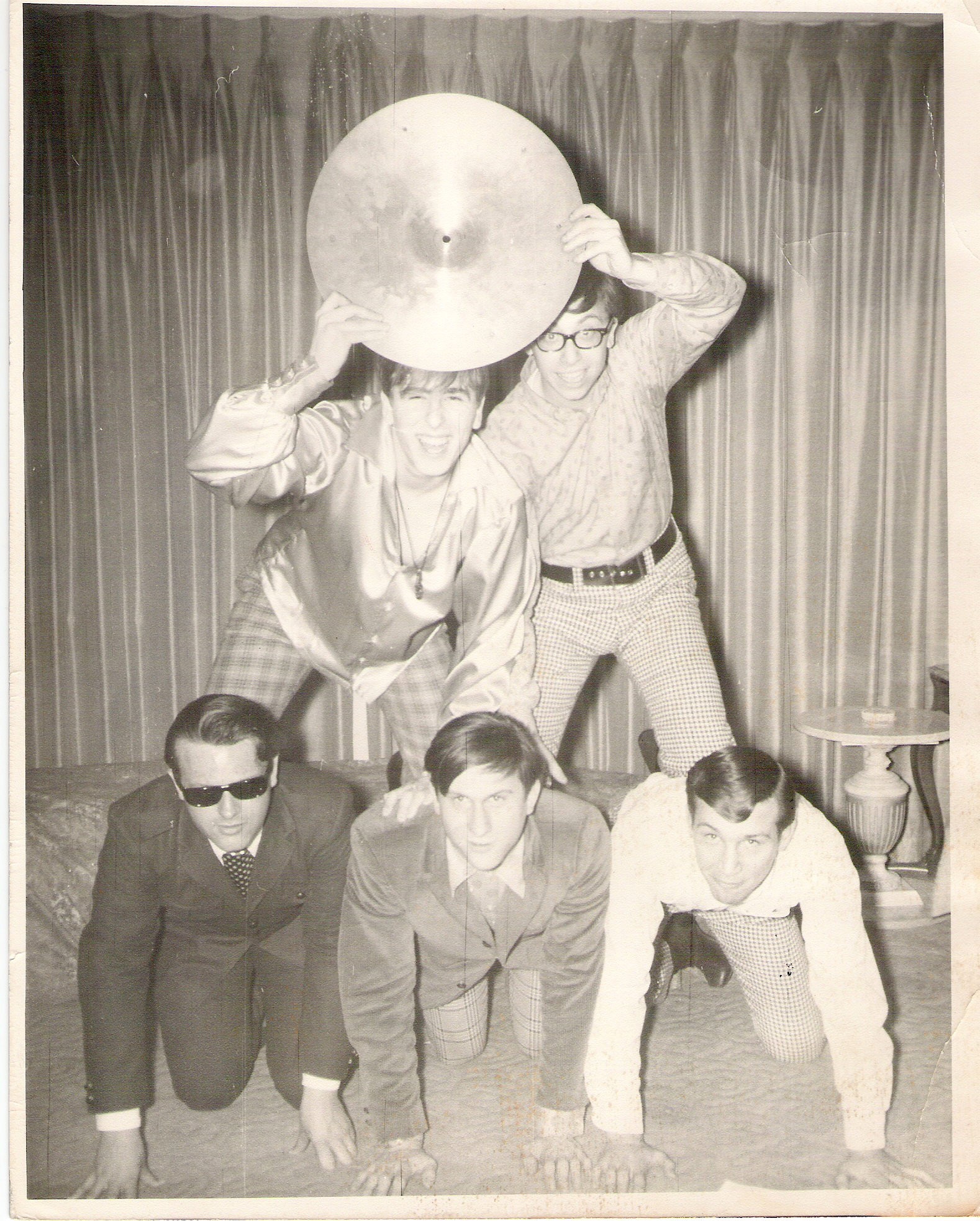
I cinque membri originali della 1910 Fruitgum Company circa nel 1966; foto scattata a casa di Floyd Marcus.

I 1910 Fruitgum Company o 1910 Fruitgum Co. sono un gruppo musicale statunitense.

## Storia del gruppo
Fondati nel 1967 a formatosi a Linden, nel New Jersey, da Jerry Kasenetz e Jeff Katz, i 1910 Fruitgum Company erano originariamente composti da Mark Gutkowski (voce), Joey Levine (voce), Frank Heckel (chitarra), Pat Karwan (chitarra), Chuck Travis (chitarra), Larry Ripley (corno), Rusty Oppenheimer (batteria) e Floyd Marcus (batteria).
Vengono principalmente ricordati grazie al loro successo Simon Says (1968), che lanciò la moda del bubblegum pop raggiunse la prima posizione in classifica per quattro settimane in Italia, la seconda in Austria e nel Regno Unito, la terza in Svizzera e Norvegia, la quarta nella Billboard Hot 100 e la sesta in Germania. Gli altri singoli del gruppo entrati in classifica includono 1,2,3, Red Light (1968), Goody Goody Gumdrops (1968), Indian Giver (1969) e Goody Goody Gumdrops (1969).
Dopo il loro scioglimento, avvenuto nel 1970, alcuni dei loro artisti andarono a comporre il Kasenetz-Katz Singing Orchestral Circus.
Dopo una lunga pausa, nel 1999, Frank Jeckell e Mick Mansueto riformarono il gruppo.

## Formazione

### Membri attuali
- Frank Jeckell
- Mick Mansueto
- Glenn Lewis
- Bob Brescia
- Oscar Dominguez
- Keith Crane

### Ex membri
- Pat Karwan
- Mark Gutkowski
- Steve Mortkowitz
- Floyd Marcus
- Mick Mansueto
- Bruce Shay
- Mike Ilnicki
- Michael Stoppiello
- Curtis Gashlin
- Rusty Oppenheimer
- Larry Ripley
- Chuck Travis
- Oscar Dominguez
- Dennis Kubala
- Rich Gomez
- Stephen Young
- David Turinsky
- James Camando
- Mike LaVolpe
- Glenn Lewis
- Mike Edell
- Phil Thorstenson

## Discografia

### Album in studio
- 1968 - Simon Says (Buddah Records, BDM/BDS-5010)
- 1968 - 1,2,3 Red Light (Buddah Records, BDS-5022)
- 1969 - Goody, Goody Gumdrops (Buddah Records, BDS 5027)
- 1969 - Indian Giver (Buddah Records, BDS 5036)
- 1969 - Hard Ride (Buddah Records, BDS 5043)
- 1970 - Juiciest Fruitgum (Buddah Records, BDS 5057) Raccolta
- 2001 - The Best of the 1910 Fruitgum Company: Simon Says (Buddah Records, 74465 99799 2) Raccolta
- 2004 - Best of 1910 Fruit Gum Co. (BBMG Special Products, 75517488982) Raccolta
- 2007 - Bubblegum Christmas (Collectables Records, COL-CD-8172)

### Singoli
- 1968 - Simon Says/Reflections from the Looking Glass (Buddah Records, 24)
- 1968 - May I Take a Giant Step (Into Your Heart)/(Poor Old) Mr. Jensen (Buddah Records, 39)
- 1968 - 1,2,3, Red Light/Sticky, Sticky (Buddah Records, 54)
- 1968 - Goody Goody Gumdrops/Candy Kisses (Buddah Records, 71)
- 1969 - Indian Giver/Liza (Buddah Records, 91)
- 1969 - Special Delivery/No Good Annie (Buddah Records, 114)
- 1969 - The Train/Eternal Light (Buddah Records, 130)
- 1969 - When We Get Married/Baby Bret (Buddah Records, 146)
- 1970 - Go Away/The Track (Super K Records, 115)
- 1970 - Lawdy, Lawdy/The Clock (Attack Records, 10293)